# Диапозитив
Диапозитивът е вид фотографско изображение, обратно на негатив, т.е. оргиналните цветове са запазени, единствената разлика е, че изображението е огледално. Диапозитивът е позитивен образ върху прозрачна основа, предназначен за прожектиране чрез силна светлина върху повърхност посредством специални проектори. Диапозитив за краткост се нарича и самата филмова лента за диапозитиви (диапозитивният филм). Диапозитив също така се нарича и кадър от диапозитивен филм, поставен в пластмасова или хартиена рамка за удобство при прожектиране или съхранение.
За проявяването на цветни диапозитивни филми се използва процес „Е6“, който е различен от този, с който се проявяват цветните негативни филми – „C41“.